# Watermolen van Stein
De Watermolen van Stein is een watermolen aan de zuidwestkant van Stein in de gemeente Stein in de Nederlandse provincie Limburg. De molen ligt aan het uiteinde van de Ondergenhousweg ten noorden van Kasteel Stein en ten westen van de Onze-Lieve-Vrouwekapel en de Zonput.
De voormalige oude watermolen is met de gewitte schuur sinds 1966 rijksmonument. De daar achterliggende schuur in rode baksteen met een door grijze oud-Hollandse dakpannen gedekt zadeldak is sinds 2002 rijksmonument.

## Geschiedenis
Voor 1800 werd de watermolen gebouwd. Een gevelsteen toont de datum 1729. De watermolen lag op het landgoed behorende bij Kasteel Stein in buurtschap Keerend en werd aangedreven door de Putbeek (gevoed door onder andere de Zonput). In de Franse Tijd behoorde de watermolen tot het Heerengoed Stein van de graven de Wickenburg. De molen had een waterrad met een doorsnede van 4,18 meter en was 59 centimeter breed.
Rond 1900 werd de molen buiten gebruik genomen en werden het waterrad en de maalinrichting verwijderd.
Tot 1910 was de molen eigendom van de kasteeleigenaren.